# 赵双连
赵双连（1957年4月—），男，蒙古族，内蒙古科右前旗人，中华人民共和国政府官员。中共十七大代表，第八届内蒙古自治区党委委员。

## 生平
中央党校研究生学历，1980年6月入党。1974年至1976年，为山西省黎城县知青。1976年至1980年，为黎城县银行职员、法院法警。1980年起，任包头市中级人民法院书记员、包头市司法局律师事务所实习律师、副主任。1985年起，在政府机构任职。历任包头市政府秘书、副科级秘书，包头市郊区副区长，郊区区委副书记、区长，包头市副市长，包头市委常委、副市长，哲里木盟盟委副书记、盟长，通辽市委副书记、市长，通辽市委书记，内蒙古自治区副主席、政府党组成员。
2012年4月起，任中国储备粮管理总公司总经理，党组书记、董事长，中粮集团有限公司党组书记、董事长。